# Ópera Rumana de Cluj-Napoca
La Ópera Nacional Rumana Cluj-Napoca es una compañía de ópera y balet fundada en el año 1919, institución pública con personalidad jurídica hallada en la subordinación del  Ministerio de la Cultura y de los cultos de Rumanía. La compañía activa en el edificio del  Teatro Nacional de Cluj.

## Histórico
La Ópera Nacional Rumana de Cluj abrió sus puertas el 18 de septiembre de 1919 , simultáneamente con el Teatro Nacional y El conservatorio de Música. Los días 13 - 14 de mayo de 1920 fueron puestos en escena 2 conciertos sinfónicos dirigidos por el director de orquesta checo Oskar Nedbal, no obstante, la inauguración oficial ocurrió el 25 de mayo 1920 con la obra Aida de Verdi. Todas las dificultades inherentes a la apertura de una de éstas instituciones lirico-dramáticas, la más vieja de Rumanía, fueron superadas gracias al aporte de grandes personalidades de la época, cómo por ejemplo, el tenor Constantin Pavel, que fue también el primer director de la institución, el director de orquesta italiano Egisto Tango, el compositor Tiberiu Brediceanu y el barítono Dimitrie Popovici-Bayreuth. 
Después del Segundo arbitraje de Viena, de 1940, El teatro y La Ópera de Cluj, se muda a Timișoara, volviendo a su ciudad natal en el año 1945. A lo largo de su historia, la Ópera Rumana de Cluj puso en escena más de 200 títulos de obra, operetas y ballets.
Entre las personalidades que han activado aquí se cuentan: Lya Hubic, Dinu Bădescu, David Ohanesian, Octav Enigărescu, Ion Dacian, Tomel Spătaru, Emil Marinescu, Mihail Nasta, Ionel Tudoran, Petre Ștefănescu-Goangă, Stella Simonetti, Ana Rozsa-Vasiliu, Vasile Rabega, La helena Romano, Lya Pop, Nicu Apostolescu, Mimi Nestorescu, Niculina Mirea (soprano, antigua profesora al conservatorio de Cluj) etc., como asimismo los directores de orquesta Anatol Chisadji, Antonin Ciolan, Constantin Bugeanu, Ionel Perlea, Jean Bobescu, Egizio Massini, Anton Ronai etc. 
En los años '70, cuándo la reputada soprano Lucia Stănescu fue directora de la institución, el colectivo de la Ópera tenía un valor incuestionable, como la prueba los torneos europeos de aquella época. Prueba de ello son diversos artistas con reconocimiento europeo y mundial cómo son: Emil Gherman (tenor), Corneliu Fânățeanu, Eugen Fânățeanu, Jean Hvorov, Constantin Zaharia (tenor), Ion Buzea (tenor), Ion Piso (tenor), Ioachim La pura (primer bailarín y antiguo director de teatros de ópera y ballet de la República Federal Alemania), Elena Penescu-Liciu (primera bailarina) y Larisa Șorban (primera bailarina y esposa del reputado Raoul Șorban).
El edificio de la Ópera es un monumento histórico, que últimamente está siendo tema de debate para la UNESCO. Fue construida a principios del siglo XX por la compañía vienesa Fellner & Helmer, especializada en realización de edificios de Ópera. La sala de representaciones tiene una capacidad de 928 personas.
Actualmente la institución está bajo la dirección del barítono Florín Estefan, director general.